# Iñaki Mallona Txertudi
Iñaki Mallona Txertudi C.P. (Frúniz, Vizcaya, 1 de julio de 1932 - 3 de mayo de 2021) fue el tercer obispo católico de Arecibo. 

## Biografía
Nació en Fruiz, España, y fue ordenado sacerdote de la Congregación de la Pasión (Pasionistas) el 27 de marzo de 1956. El 14 de diciembre de 1991, fue nombrado Obispo de Arecibo, Puerto Rico. Este fue consagrado como obispo por el papa Juan Pablo II el 6 de enero de 1992, con los Arzobispos Giovanni Re y Josip Uhac sirviendo como co-consagrantes. Fue instalado el 25 de enero de 1992.
El viernes, 24 de septiembre de 2010, se anunció que Mons. Mallona sería sucedido por el Obispo Auxiliar actual de la Arquidiócesis de San Juan, Mons. Daniel Fernández Torres.
Falleció el 3 de mayo de 2021, Día de San Felipe Apóstol, Patrón de la Catedral de Arecibo, a consecuencia de la enfermedad de alzheimer, que llevaba padeciendo desde hacía tiempo. Su cuerpo reposa en la cripta de la Catedral de San Felipe Apóstol.
| Predecesor: Miguel Rodríguez Rodríguez, C.Ss.R. | Obispo Diócesis de Arecibo 1992-2010 | Sucesor: Daniel Fernández Torres |